# Didymella rabiei
Didymella rabiei är en svampart som först beskrevs av Kovatsch., och fick sitt nu gällande namn av Arx 1962. Didymella rabiei ingår i släktet Didymella, ordningen Pleosporales, klassen Dothideomycetes, divisionen sporsäcksvampar och riket svampar.   Inga underarter finns listade i Catalogue of Life.